# Focused
Focused è un album discografico del batterista statunitense Billy Cobham pubblicato nel 1998.

## Tracce
1. Mirage – 10:43
2. The Sleaze Factor – 7:10
3. Walking in 5 – 9:51
4. How Was The Night? – 8:06
5. Three Will Get You Four – 11:39
6. Nothing Can Hurt Her Now – 11:00
7. Disfigured Mirrors – 7:21
8. Avatar – 6:46

## Formazione
- Randy Brecker - tromba e flicorno
- Gary Husband - tastiere
- Carl Orr - chitarra
- Stefan Rademacher - basso elettrico
- Billy Cobham - batteria e percussioni